# Ferrotitan

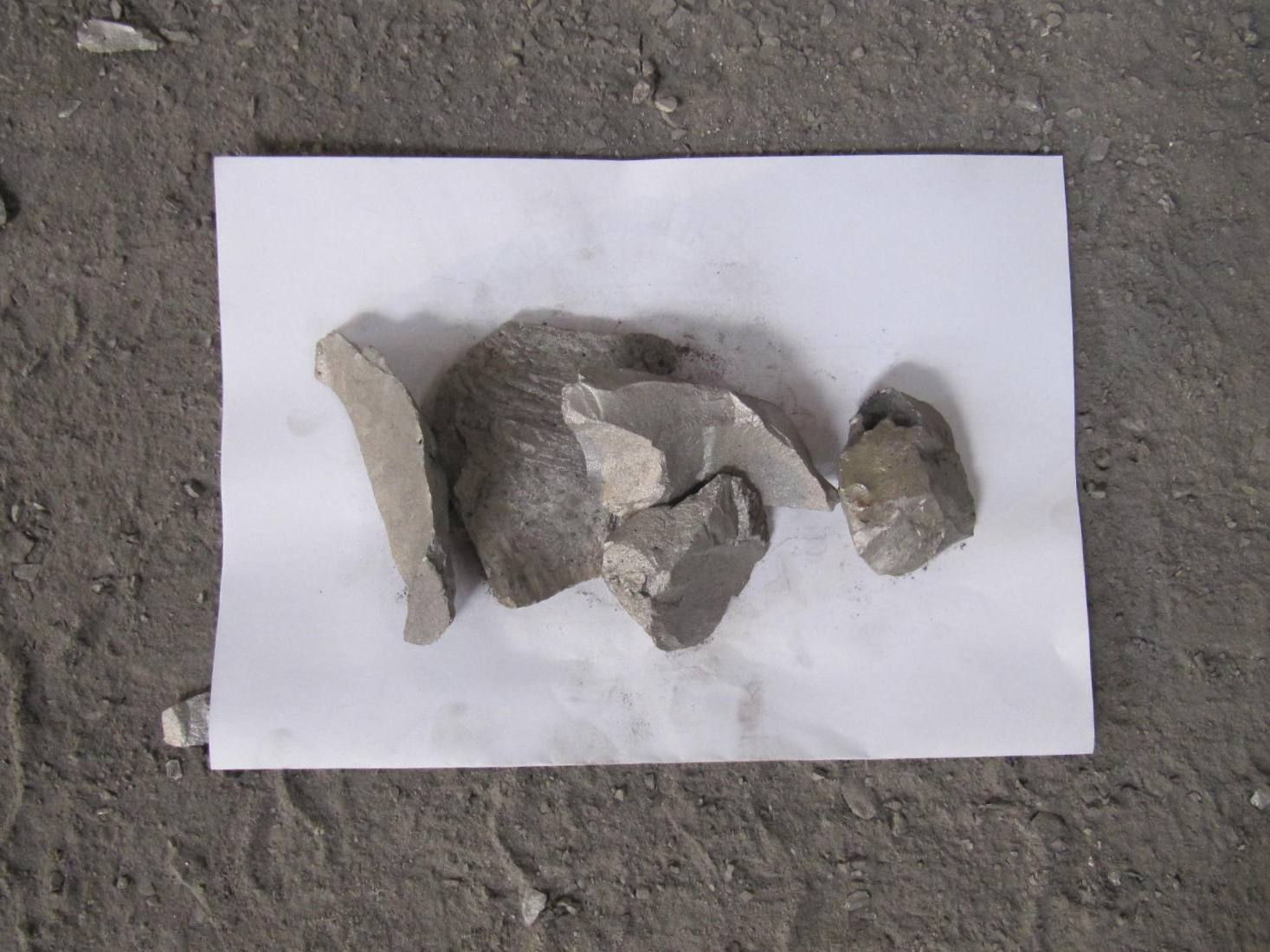
Ferrotitan-Probe mit einem Titangehalt von 70 %

Ferrotitan oder Titan-Eisen-Legierungen bestehen abhängig von ihrem Mischungsverhältnis aus verschiedenen intermetallischen Titan-Eisen-Verbindungen, in denen sich Eisen und Titan im Überschuss lösen können. Zudem kommen je nach Legierungszusammensetzung noch verschiedene Eisenkristallspezifikationen und intermetallische Eisen-Kohlenstoff-Verbindungen vor. Im Allgemeinen ergibt sich ein Mischgefüge aus verschiedenen Kristallen.
Die Ferrotitan-Legierung hat einen eutektischen Punkt bei einem Mischverhältnis von etwa 80 % Eisen und 20 % Titan. An diesem Punkt hat die Eisen-Titan-Legierung einen einheitlichen Schmelzpunkt. Eisen-Titan-Legierungen werden u. a. im Schiffbau, als Legierungsbasis für die Edelstahlherstellung und im U-Boot-Bau eingesetzt.
Die Struktur dieser Titan-Eisen-Legierung zeichnet sich durch eine besonders hohe Zugfestigkeit von über 2 GPa aus.
Sie kommt dadurch zustande, dass zwei verschiedene intermetallische Titan-Eisen-Verbindungen in einer fein verästelten eutektischen Mikrostruktur miteinander verzahnt sind.
Ein Problem in der Herstellung ist die Kontrolle des Kristallwachstums unter verschiedenen Abkühlungsbedingungen. So kann infolge eines Temperaturgradienten ein lamellares eutektisches Kristallwachstum beobachtet werden, das entsprechend stark anisotrope Materialeigenschaften hervorruft. Ziel ist ein allgemeines dendritisch feinst verzahntes Kristallgefüge hoher Festigkeit.
Die eutektische Titan-Eisen-Legierung ist derzeit Untersuchungsgegenstand eines großen DFG-Verbundprojektes der RWTH Aachen, des Max-Planck-Institutes Düsseldorf und des Leibniz-Institutes (Institut für komplexe Materialien) in Dresden.